# Alpkonventionen

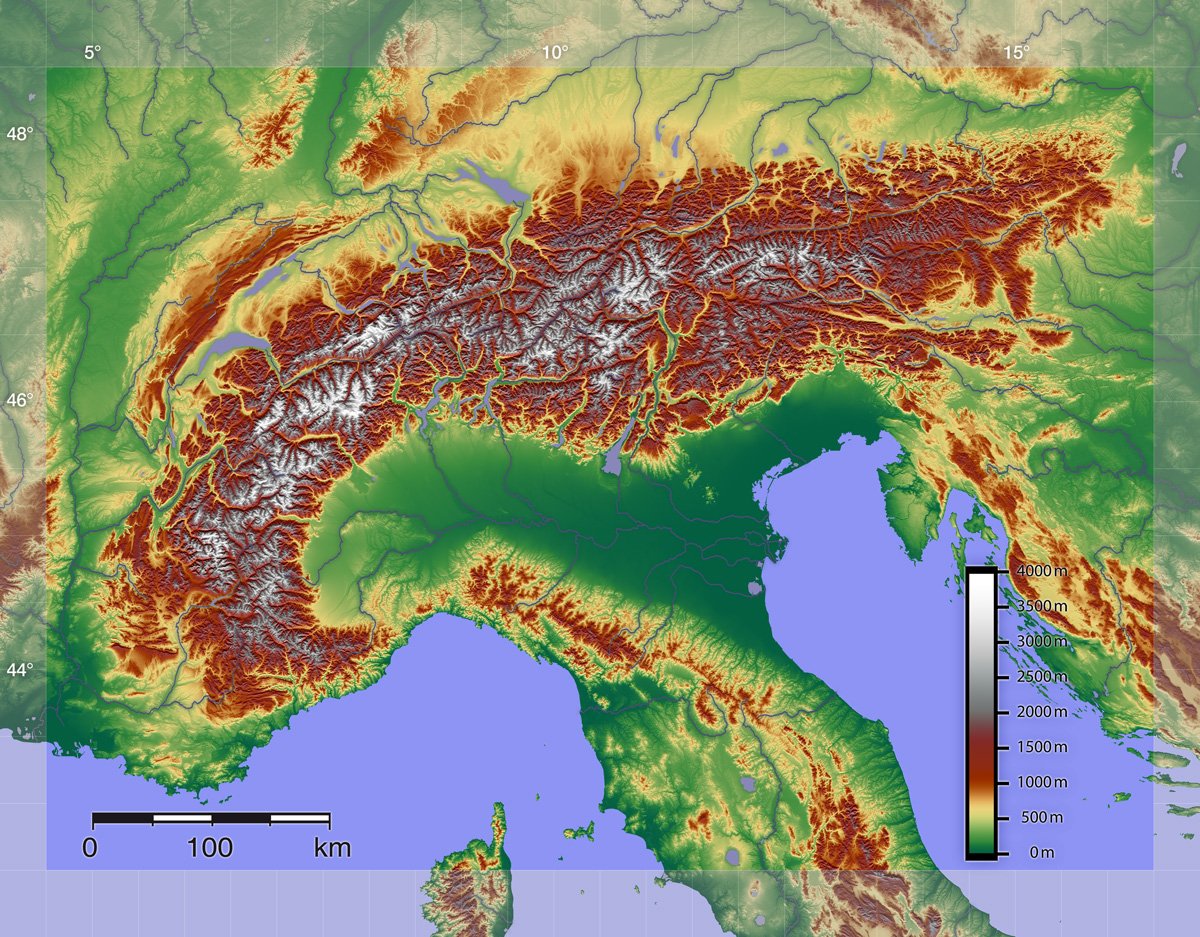
Alperna

Alpkonventionen är ett internationellt avtal med avsikten att säkerställa en hållbar utveckling av den alpina fjällvärlden. Den initierats av Europeiska unionen och de åtta staterna i regionen (Österrike, Tyskland, Italien, Liechtenstein, Monaco, Slovenien, Frankrike och Schweiz). 
Konventionen öppnades för undertecknande 1991 och trädde i kraft 1995. Målsättningen omfattar miljöskydd, bevarande av kulturella traditioner, samt omfattande utveckling. Konventionen uppfyller sina mål genom särskilda protokoll, som tar hänsyn till samarbete i regionen över nationsgränserna.
Det var 1991 som avtalet undertecknades. Datumet var den 7 november, och platsen Salzburg.